# 猴硐貓村
25°05′14″N 121°49′37″E / 25.0873326°N 121.8269607°E
猴硐貓村，當地人稱為車頭頂（臺灣閩南語：Tshia－thâu－tíng，意為車站之上）又稱猴硐貓街，位於台灣新北市瑞芳區猴硐，在猴硐車站後方山丘上，以光復里柴寮路一帶為中心的山村民宅古街，為瑞芳鎮於2009年底新規劃之觀光景點，曾在2013年11月與日本兩大貓島、美國、義大利、土耳其等景點並列，被美國CNN評選為「世界六大賞貓景點」。
貓村棲息的貓因長期與觀光遊客近距離接觸，多半已不怕生，更有些貓會主動與人撒嬌接觸。因白晝較炎熱，故貓群多會隱匿於陰涼處，傍晚後較容易看見大批貓隻群聚的盛景。猴硐早年曾是台灣煤礦產業第一大城，從臺北市搭乘火車的車程，約一個小時。
猴硐貓村也出現在2018年韓國紀錄電影《我是一隻貓》中。
2014年新北市動物保護防疫處將柴寮路345號臺鐵舊宿舍改建為「貓咪衛教資訊站」，並於2021年成立「貓公所籌備處」，以「貓」為主體，提供貓隻安居的好地方，展現新北市是友善動物城市，將猴硐貓村打造成世界貓模範村。

## 貓村概況

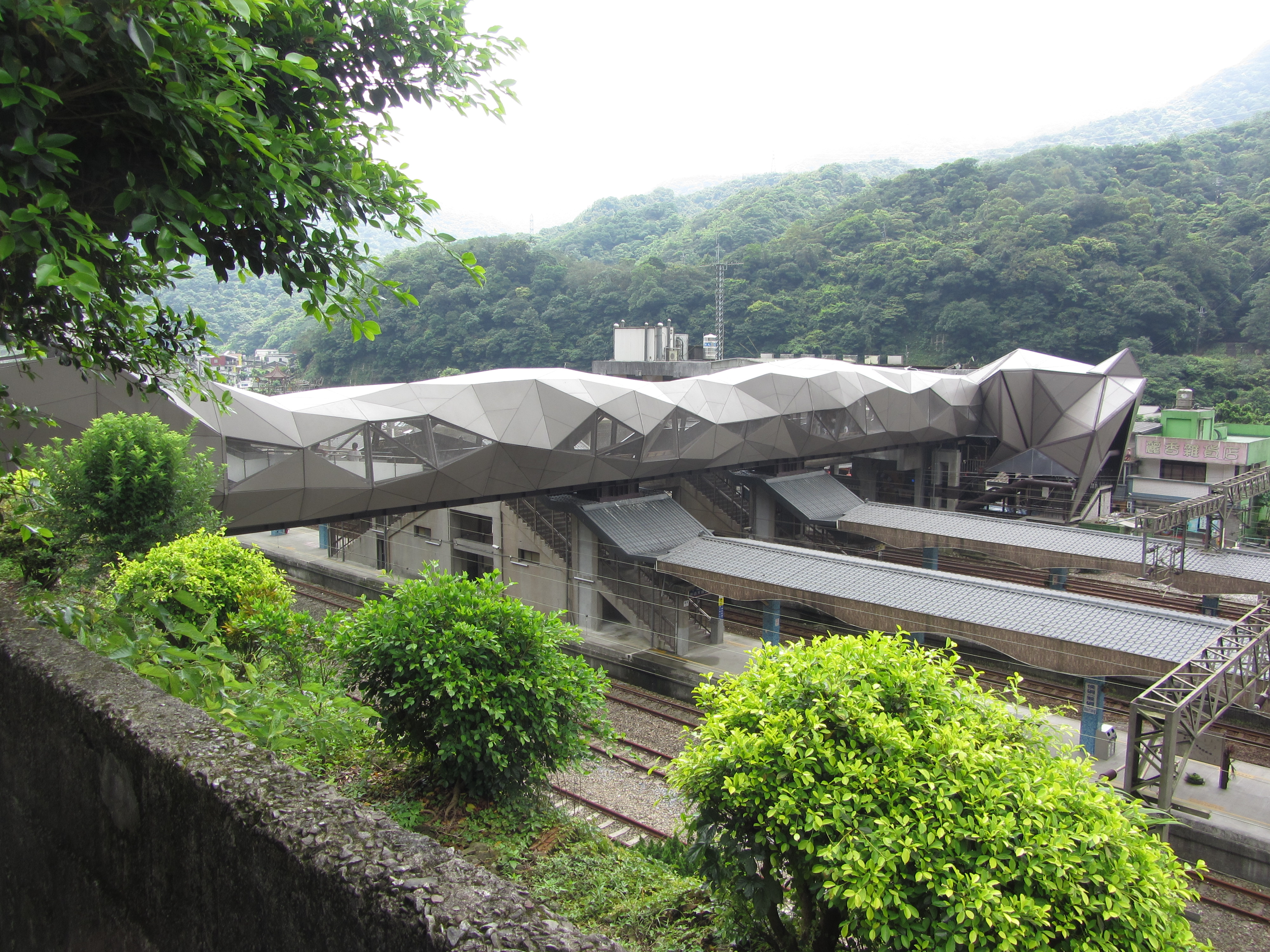
猴硐貓橋

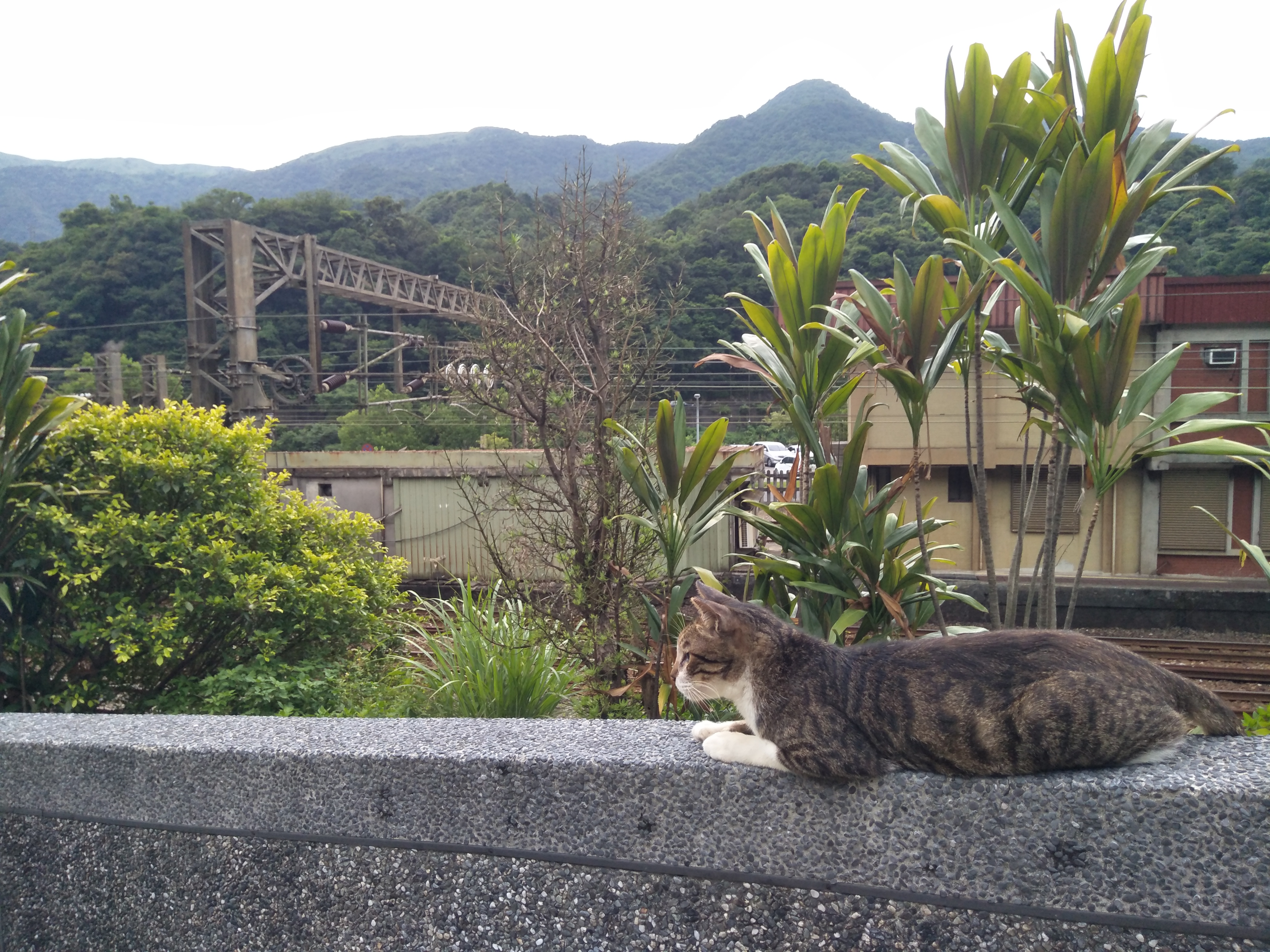
猴硐貓村裡的貓與猴硐的山景

貓村一帶自早期便有許多貓咪棲息，再加上貓群的繁殖力強，造就此處棲息了上百隻的貓咪。並透過愛貓人士們發起於2009年10月31日「有貓相隨，猴硐最美」的活動後，貓咪的居住環境煥然一新。
原先通往貓村的狹小老舊人行天橋被稱為「貓橋」，2013年3月30日新貓橋改造落成，耗資一千八百萬新台幣竣工，結合貓咪及礦業等元素、富有童趣，外型意象是一隻咖啡色的貓，功能除原本連接光復里民進出聯外通路外，橋上更增加貓跳台，遊客可放置貓飼料餵食，為全台灣首例、全球唯一的「人貓共用天橋」，獲得工程金質獎。
「貓公所」管理單位為新北市動物保護防疫處，位於柴寮路345號，提供服務包含：替街貓植入晶片、絕育及施打疫苗，街貓造冊列管。宣導政府政令。成立貓咪認養小站。

### 貓中代表
貓群因為與當地居民的生活關係密切，長期為居民們所飼養，多已算家貓而非野貓，故幾乎每隻都已被起名。其中以里長家四隻明星貓深具自我特色而被封為「四大天王」，分別是「流鼻涕、黑鼻、麒麟尾、大頭。」其特色分別如下：
- 流鼻涕：總有一撮鼻涕一直掛在鼻邊，已故

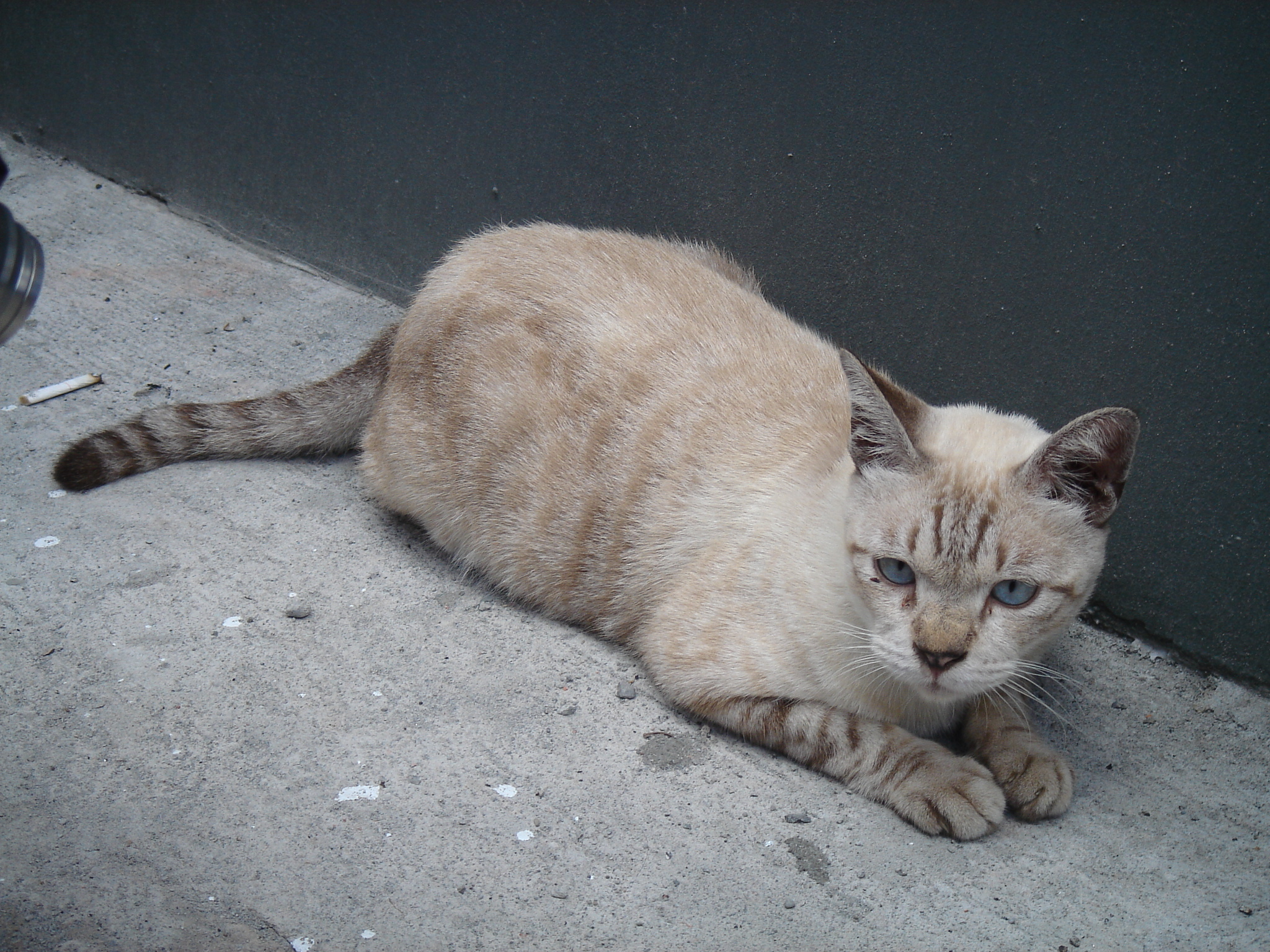
流鼻涕

- 黑鼻：臉部白色的毛，唯鼻子邊是一撮明顯的黑毛，於2010年6月逝世。

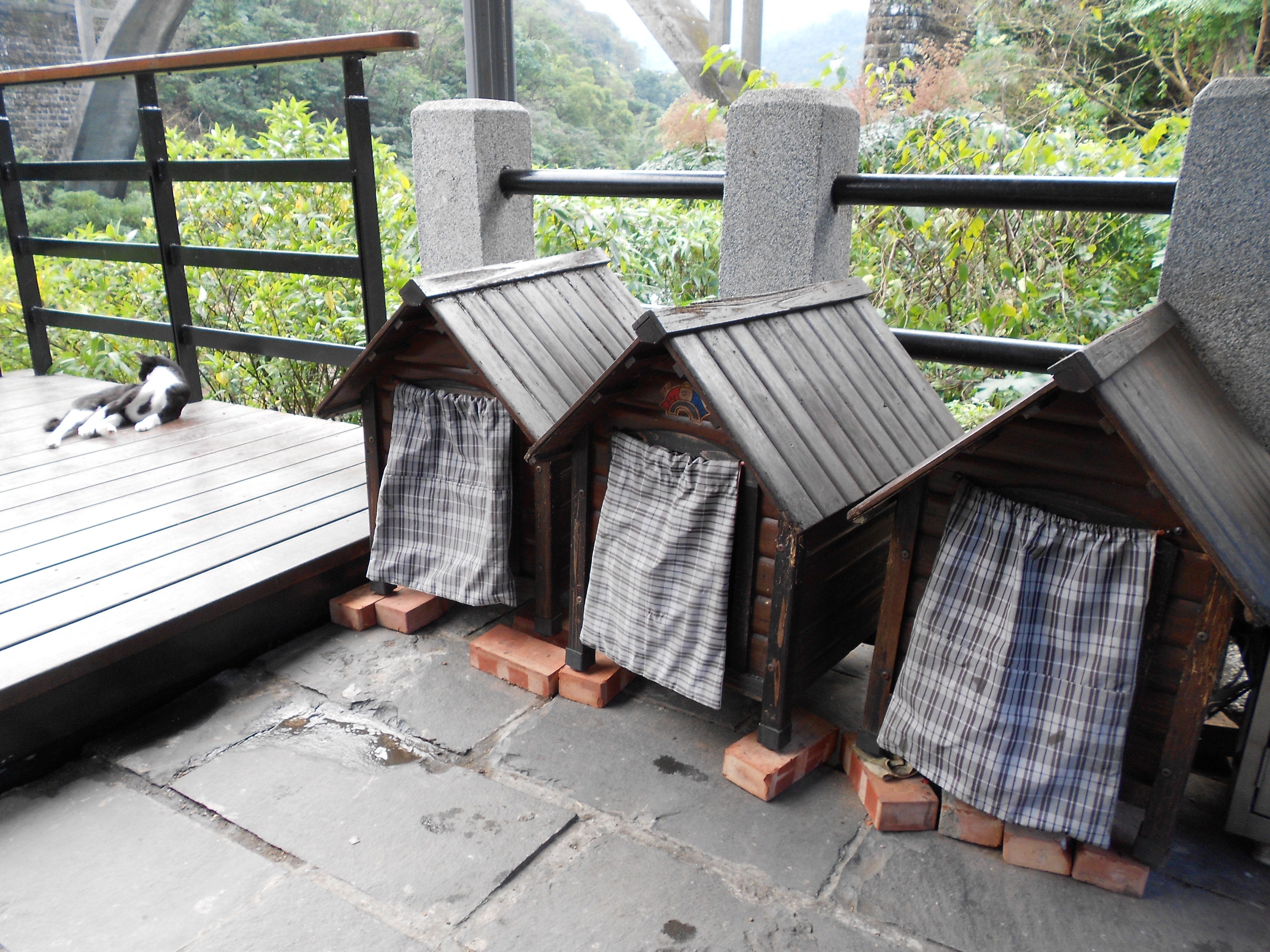
居民搭建的貓屋

- 麒麟尾：尾短眼小，已故。
- 大頭：群貓之中屬頭較大，已故。

## 相關活動
- 「風貓趣」：2010年3月13日，由愛貓人士以風車裝飾貓村的活動。
- 「猴硐貓燈祈福節」：2012年5月，由台灣319愛貓協會主辦，活動內容多元豐富，包含大富翁、衛教區、「100個種子的祕密」3D動畫特映會等[8]。
- 「貓村。蔚藍潔計劃」：2012年5月19日，由一群來自中國文化大學大眾傳播學系的同學，秉持著對社區服務的熱誠，在猴硐地區進行的活動計劃，改善貓村環境問題，還給居民們和貓咪乾淨、整潔的生活環境與未來。

## 貓村相關商家
- 貓行館 （TRC台灣鐵道故事館 http://www.tr.net.tw/ （页面存档备份，存于） （页面存档备份，存于））
- 漫嚐咖啡館 Walk and Taste Cafe' （页面存档备份，存于）
- 黑喵點心
- 3喵café
- 猴硐黑煤貓
- 狗吠公ㄟ
- 馬妮馬麻
- 茶咖啡
- 鑛工之家
- 217咖啡
- 猴硐Empress Gallery（Catwalk 219）
- 黑金客棧
- 猴硐礦工A厝
- 金石工坊-猴硐猫村招財貓本舖 （页面存档备份，存于）
- 貓掌屋
- 猴硐317
- 貓茶坊 猴硐番庒館 （页面存档备份，存于） （Catfat Tea Shop）

## 交通資訊
可搭乘台鐵東部幹線的宜蘭線、平溪線，於猴硐車站下車，其位於往台北方向左手邊的山村。出火車站後利用貓橋步行，約一分鐘即可到達。

### 貓巴士
貓巴士由石繪藝術家李鴻祥設計，其實是基隆客運經營的808號路線，來往瑞芳與猴硐，車程大約20分鐘。

## 貓村問題

新北市政府交通局於當地設立的「常有貓出沒，請減速慢行」標誌。

猴硐在早期居民以礦業為生計，後因環境變遷，青壯人口大量流失，使得原本腹地狹小、地處偏遠的猴硐面臨了無以為繼的蕭條、落敗景況。如今在貓村概念的推展下，郊區一日遊活動興盛。
貓村在盛名遠播之後，也招來棄養及偷竊的問題。最初便由流浪貓構成的貓街，也成了一般飼主棄養貓隻的主要場所，遭棄養的貓隻其中有哺乳中、有殘廢、甚至患有疾病，將恐怕造成當地貓隻間有疫病傳染之虞。其次是偷竊事件，當地光復里周里長家中小貓被連籠盜走，另當地居民家中或放置住宅前之物品也有遭竊盜情形，各種狀況比比造成貓街的各種隱憂。
有些人因此批判貓夫人等愛貓人士給猴硐帶來負面的環境衝擊，也有認為棄養、偷竊和疫病傳染等問題應查究肈事真正起因而不應完全歸咎貓村和貓夫人。
而對於外地流浪貓被棄養猴硐，當地也逐漸產生共識，不再接納這種不負責任的棄養行為，惟仍未能有效阻止棄養問題。由於流浪貓平均壽命僅三到五年，若嚴格執行且不再補充貓隻，則可預見猴硐以貓為觀光題材的榮景勢必有限，回歸猴硐的居民如何推動新一輪社區再造，來延續或產生新的、具深度的人文特色，將是猴硐今後需要面對的課題。
另猴硐的冬季屬濕冷天氣，貓隻經常會患上上呼吸道感染疾病，其病徵為：打噴嚏、流鼻涕、眼睛發炎有分泌物等等。這方面還需要平常加強貓咪的抵抗能力，以抵抗猴硐冬季的濕冷氣候。
2012年7月7日，猴硐貓村爆發貓瘟，一週內有三隻成貓以及數隻幼貓死亡，據報當中死亡的三隻貓疑被人帶去遺棄。由於消息發佈時間（7月14日）已延遲數日且其間遇到週休假日，遊客眾多，使得疫情擴散程度無法確知。愛貓人士紛紛在臉書上轉載訊息提出警告，呼籲民眾近期避免到猴硐，以免疫情擴散到其他地區，迫使該地愛貓社團與官方單位積極進行消毒。其後新北市政府表示，疫情為零星發生並已受控，目前貓隻情況良好，該處將持續監控及與義工合作防疫，可以放心前往。儘管對貓是高致命的貓瘟不會傳染人，但為免再有貓被病毒傳染，團體呼籲遊客不要帶動物到當地，不要遺棄貓兒，不要觸摸當地貓的口鼻，避免摸一隻再摸另一隻，離開時宜馬上消毒雙手及盡快洗澡更衣，才好碰觸其他貓兒。

### 争议
2014年7月有網民在facebook撰文指猴硐當地商家可能利用貓村效应營利又对貓忽略照護，同时引述當地人称当地的貓都难活长久，若貓死了，「就直接丟基隆河處理，任由屍體發臭腐爛」。綜合台灣媒體報道，此文一出引發網友隔空論戰。有網友認為政府利用貓咪來吸引遊客，卻沒妥善照顧，要負最大責任。但也有人認為這篇文章太過主觀，不能因此以偏概全、亂下定論。

### 虐貓事件
2013年當年，貓村頻傳虐貓事件，多隻流浪貓咪無故失蹤，其中有些被尋獲時身上帶傷或被虐死，甚至有貓咪慘遭開腸剖肚，而另一隻失蹤的貓咪「大頭」被發現倒在水溝裡，腿部遭人施虐打成重傷。據貓村當地志工統計該年至少有十起以上的虐貓事件發生。

## 台灣319愛貓協會
「貓夫人」簡佩玲、著名插畫家貓小Ｐ等一批愛貓人士於2012年共同創立「台灣319愛貓協會」，與新北市動物保護防疫處合作，負責照顧猴硐貓村貓咪的健康與安全。但其後因愛貓協會和其他獨立志工之間意見難以協調整合，使台灣319愛貓協會於2014年7月正式退出猴硐貓村。

## 以貓村為題材之相關出版物
- 《猴硐貓城物語》貓夫人著，貓頭鷹出版社，2010年7月，ISBN 978-986-12-0182-5

## 註解
1. ↑  硐音同洞，臺灣閩南語：tōng、華語：ㄉㄨㄥˋ[1]

## 外部連結
- 猴硐貓村 | 新北市觀光旅遊網 （页面存档备份，存于） （繁體中文）
- 護貓守則漫畫 （页面存档备份，存于）
- 【景點悠遊】20140601猴硐貓村 （页面存档备份，存于）(萌芽悠遊網) （页面存档备份，存于）（繁體中文）